# Фредри

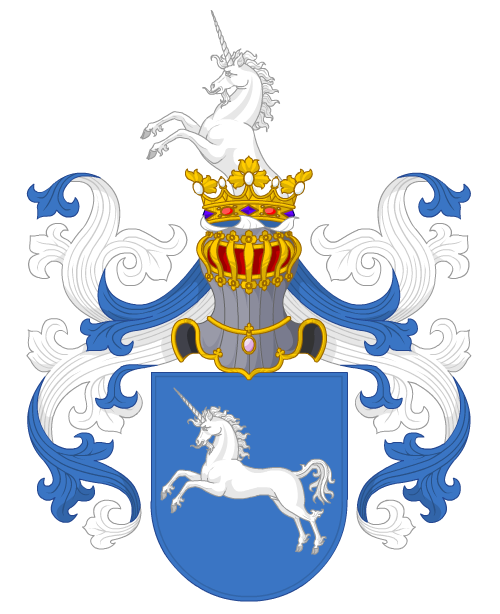
Герб Фредрів Бонча

Герб Фредрів Бонча, графська відміна

Фре́дри (однина Фре́дро, пол. Fredrowie) — шляхетський рід гербу Бонча в Червоній Русі. Перші згадки датуються XIV століттям.

## Відомості
За Несецьким, предками Фредрів були Межби (пол. Mierzbowie), відомих з 966 року. Одним з них був Клеменс Межб, який отримав від польського монарха Мечислава обширні маєтності поблизу Червенська.
Згідно з «Гербами лицарства польського» Бартоша Папроцького, найдавніші представники роду Фредро підписувалися «з Низнова». Вони мали маєтності в Князівстві Руському, були господарями замків і виконували функції управителів краю.
Бартош Папроцький наводить переказ про походження прізвища Фредро: маршалок польського короля Казимира ІІІ Добєслав з Низнова в двобої з королівським фаворитом-німцем здолав його. Переможений волав «Fryd Her, Fryd Her, Fryd Her», через що Добислав отримав прізвисько Фридер (Fryder), а його нащадки стали називатися Фредровими.
Єжи Дунін-Борковський вважав їх угорцями, тому що королева Марія у 1385 році надала села Дмитровичі, Єжманичі, Плешевичі, Поповичі, які потім посідали Фредри, Яну, Владислав та Міхалу, синам Андрія з Кіс Паллюді, та їх стриєчному братові Андрію, сину Філіпа. Адам Бонецький не погоджувався з цим.

### Представники

#### За Адамом Бонецьким
- Фрідро (Фредро) з Плешевичів — тесть Сенька Бибельського[6], щирецький староста (1448–1449), у 1452 році взяв у заставу від Бучацьких Рошнів (Самбірський повіт); перша дружина Бибельська (пом. до 1441), друга — Дорота Лігенза, дочка ленчицького воєводи
  - Анджей, у XV столітті вже іменувався Фредро, був воєводою подільським і старостою кам'янецьким, галицьким каштеляном.
  - Фридруш; Бонецький припускав, що він — ідентичний з перемиський каноніком Фридериком (Фрідром, Фредром), згаданий в джерелах у 1431–1448 роках
  - Анджей (Індрих, Гінджих,[7] Інджик, Генрик,[8]), найстарший син другої дружини, його дружина — Гербуртівна (не пізніше 1463, вдова Яна Кміти з Дубецька), у 1466 році набув війтівство у Краківці (у 1479 році від Яцимирських набув його правом дідича)
    - Анджей (з Млодовичів), у 1521 році названий стриєчним братом Францішека; дружина Анна N. (діти Станіслав, Анджей, Якуб, Анна, від них походить Ельжбета, дружина Станіслава Жолкевського у 1582 році, другий її шлюб)
      - Ельжбета, чоловік Христофор Дрогойовський

  - Ян (підписувався з Плешевичів, іноді з Новоседлиць, мав прізвисько Сас (Шах, Саш), пом. 1508), дружина — Катерина Кердей з Оринина і Давидківців, у 1465 продав Бучацьким 2 села на Поділлі;[9] за Гарбачиком, певний час по смерті батька — брат «неподільний» воєводи Анджея[10]
    - Рафал, дружина Катажина, донька Дерслава Вільчека
    - Миколай, дружина Комарницька
      - Станіслав (пом. 1555), хорунжий галицький, др. Ельжбета Моравська, сини
        - Томаш,
          - Зофія, чоловіки Олександр Красицький, Потоцький

        - Пйотр, дружина Барбара N.
          - Анджей, 3-й син Станслава

        - Ян — 4-й син[11], ловчий перемиський, др. Анна Яксманицька
          - Марцін (пом. 1646) — посідач (дідич) війтівств (Нижанковичі, Малнів), др. Ева[12] Яни(і)цька[13]
            - Ян, дружина Саломея Нагурська
              - Станіслав (з Плешевичів), дружина Катажина Лащевська
                - Антоній
                  - Юзеф, дружина Тереса Урбанська (дідичка ключа Рудки, її 2 шлюб)
                    - Яцек (пом. 7 лютого 1828) — дідич сіл Гочів, Тісна, представник лицарського стану, віце-маршалок Галицького станового сейму 1817 року, нащадок Анджея Фредра, що жив на межі XV–XVI ст.[14]
                      - Александер
                        - Софія
                          - Андрей (Шептицький)

                    - Константій — пробощ, декан перемиський (РКЦ?)
                    - Ельжбета — черниця
                      - Константій

          - Каспер, дружина Магдалена Дуніковська
            - Зигмунт (пом. 1663), стольник і каштелян сяноцький, староста янівський, др. Тереса Сьлежановська, Софія Барановська з Васючина
              - Кароль (син першої)

        - Анджей (пом. 1621) перемиський войський 1601,
          - Ян, разом з батьком зробили запис для монастиря в м. Язловець[15]
          - Габріель, ксьондз, бернардин, єпископ Бакеу 1627
          - Єжи Стефан

        - Ян[16]
        - Зофія

      - Кшиштоф
      - Габріель

    - Зигмунт, др. Анна (може, з Паньова)
      - Пйотр (Ходновський)
        - Анджей, вишенський та уйський староста, дипломат, др. Оріховська[17]

    - Францішек, дружина Катажина Дершняк,
      - Станіслав — войський самбірський, фундатор кальвінського збору в Краковці;[18] др. Ельжбета N. і Магдалена[19] з Добрачина (Добрачинська)
        - Анджей (пом. 1591) — войський самбірський, військовик, засновник містечка Немирів, дружина Барбара Дрогойовська
        - Валентій — підчаший перемиський, дружина Аґнешка з Млодятич Скорута
          - Станіслав, дідич Моранця (Моранецький), дружина Анна з Тшцінських
          - Александер, у 1635 львівський чесник (чашник)[19]

      - Єжи
      - Ян
      - Стефан
        - Анна, чоловік Станіслав Коритко

    - Анна, чоловік Ян Гербурт, перемиський войський

  - Якуб (підписувався з Рубешовичів), у 1474 році під час військового походу це село та Поповичі віддав у руки зведеного брата Анджея; дружина — Ядвіга Одровонж Годовська, хорунжанка галицька, їх сином ма бути Вавжинець (бездітний, посол до султана Баязида)
  - Ядвіга

#### За Несецьким
- Єнджей — за даними Коронної метрики, галицький каштелян (бл. 1400 року[20]), снятинський староста часів Ягайла, був членом комісії короля щодо поділу маєтностей Бучацьких[3]
- Ян підписувався як «Ян з Низнова», мав посаду воєводи руського (1468).

```
----
```

- Пйотр — дружина Анна Паньовська
  - Анджей — посол «менший» до Порти наприкінці 16 ст., син Пйотра та Анни Паньовської, дідич Хідновичів (Ходновичів), Пачковиць, Тамановичів[21]

- Миколай — підкоморій подільський, син чи онук галицького каштеляна Єнджея, дружина — Анна Кердеївна з Гедиміновичів[3]
  - Ян
  - Єнджей (Анджей)
  - Якуб з Рубешовичів
    - Вавжинець — підкоморич подільський

  - Генрик — чоловік Катерини Чурило, доньки Андрія
    - Рафал — дідич Крукеничів, Чишок, зять львівського підкоморія (1497 року) Дерслава Вільчека гербу Порай[22]
    - Францішек — каштелян любачівський; вдало оборонив Любачів від нападу татар-ногайців. Чоловік Катажини Дершняківної, доньки перемиського каштеляна Станіслава гербу (роду) Вренби, також відомого як Корчак. Діти:
      - Станіслав — войський самбірський, фундатор кальвінського збору в Краковці;[23] дружина — Добрачиньська. Діти:
        - Валентій — підчаший перемишльський, одружений з Аґнешкою Скорутою;

      - Анджей — мав доньок Анну Яскманицьку, дружину писаря перемишльського, Зофію Красіцьку, дружину войського перемишльського, Катажину Вояковську і Ельжбету Пелчину.
      - Ян — каштелян сяноцький, одружений з Пакошевською. Мав двох доньок — Анну та Дороту.
      - Єжи — войський самбірський, одружений зі Стадницькою.

    - Зигмунт — дідич Хідновичів
    - Миколай — чоловік Катажини Комарніцкої
    - Анна — дружина Якуба Гербурта

- Ян — ловчий перемиський, дружина — Анна Яксманицька гербу Леліва, донька перемиського судді
  - Валентій — підчаший белзький, дружини: Барбара Лащ[24] Катажина Ястшембска
    - Станіслав Антоній — чернігівський каштелян
      - Александер Антоній — перемиський єпископ РКЦ[25]
      - Антоніна — дружина завіхостського каштеляна Ґнєвоша

    - Станіслав Александер — підстолій подільський[26]

- Єжи — перемиський стольник
  - Анджей Максиміліан
    - Єжи Богуслав — львівський каштелян, ловчий великий коронний[27]
    - Станіслав Юзеф — львівський каштелян, дідич Куп'ятичів, Даровичів, Ярославичів

- Каспер — чоловік Магдалени Дуніковської
  - Зиґмунт (†1663) — дідич Ходновичів, каштелян сяноцький, син Каспера[28]
    - Кароль — кросненський староста[29]

- Яцек (пом. 7 лютого 1828) — дідич маєтків Гочів, Тісна, представник лицарського стану, віце-маршалок Галицького стан. сейму 1817, нащадок Анджея Фредра, що жив на межі XV–XVI ст.[14]
  - Александер (1793–1876) — граф, польський комедіограф, поет, мемуарист, масон; син графині Маріанни Дембіньської, одружений із Зофією з Яблоновських, батько Софії Шептицької, дід Романа (митрополита Андрея) Шептицького.
- Ядвіґа з Фредрів Стадніцька — перша дружина перемиського каштеляна Станіслава Стадніцького.

- Анна Вінцентіна (†1733) — дружина крем'янецького старости Михайла Фрaнцисkа Чорторийського (пом. після 1692)[30]

Загиблі у битві під Сокалем 2 серпня 1519 р. представники роду були поховані в Латинській катедрі Львова.
- Антоні — перший абат монастиря бернардинів (Бережани)[31]

## Маєтності
Одним з маєтків Фредрів був Сурохів.